# 第933納哈爾旅
第933納哈爾旅是以色列国防军的現役旅及以色列陸軍的精銳部隊，自1982年建軍以來一直參與以軍的重要戰役及大規模軍事行動，尤其在第一次、第二次黎巴嫩戰爭與第一次以及第二次巴勒斯坦大起義中，該旅擔任着重要角色。